# 叶卡捷琳娜·希霍娃
叶卡捷琳娜·弗拉基米罗芙娜·希霍娃（俄语：Екатерина Владимировна Шихова，1985年6月25日—），俄罗斯女子速度滑冰运动员，2014年冬季奥林匹克运动会女子团体追逐赛铜牌得主、2017年世界单程距离速度滑冰锦标赛女子团体追逐赛铜牌得主。